# Relais 4 × 100 mètres féminin aux Jeux olympiques d'été de 1928 (athlétisme)
Navigation
Los Angeles 1932
L'épreuve du relais 4 × 100 mètres féminin aux Jeux olympiques de 1928 s'est déroulée les 4 et 5 août 1928 au Stade olympique d'Amsterdam, aux Pays-Bas. Elle est remportée par l'équipe du Canada qui établit un nouveau record du monde en 48 s 4.

## Résultats

### Finale
| Rang               | Pays       | Athlètes                                                            | Temps  | Notes |
| ------------------ | ---------- | ------------------------------------------------------------------- | ------ | ----- |
| Médaille d'or      | Canada     | Ethel Smith Bobbie Rosenfeld Myrtle Cook Jane Bell                  | 48 s 4 | WR    |
| Médaille d'argent  | États-Unis | Jessie Cross Loretta McNeil Betty Robinson Mary Washburn            | 48 s 8 |       |
| Médaille de bronze | Allemagne  | Anni Holdmann Leni Junker Rosa Kellner Leni Schmidt                 | 49 s 0 |       |
| 4                  | France     | Georgette Gagneux Yolande Plancke Marguerite Radideau Lucienne Velu | 49 s 6 |       |
| 5                  | Pays-Bas   | Lies Aengenendt Rie Briejèr Nettie Grooss Bets ter Horst            | 49 s 8 |       |
| 6                  | Italie     | Luisa Bonfanti Giannina Marchini Derna Polazzo Vittorina Vivenza    | 53 s 6 |       |